# Bogdan Łoś
Bogdan Jerzy Łoś (ur. 22 kwietnia 1958 w Ełku) – polski muzyk, gitarzysta, związany z zespołami takimi jak Ogród Wyobraźni, MadMax i Exodus.
W 1989 roku wyjechał do Niemiec, gdzie obecnie mieszka i tworzy.

## Dyskografia
źródło:.
Ogród Wyobraźni
- Świątynia dumania (nagranie: 1980, reedycja: 2007, CD)
- Live at Kongresowa (nagranie: 1980–1981, reedycja: 2008, CD)
- 1979–1983 (nagranie: 1979–1983, 4 CD)